# Varronia parviflora
Varronia parviflora är en strävbladig växtart som först beskrevs av Casimiro Gómez de Ortega, och fick sitt nu gällande namn av A. Borhidi. Varronia parviflora ingår i släktet Varronia och familjen strävbladiga växter. Inga underarter finns listade i Catalogue of Life.